# NGC 752

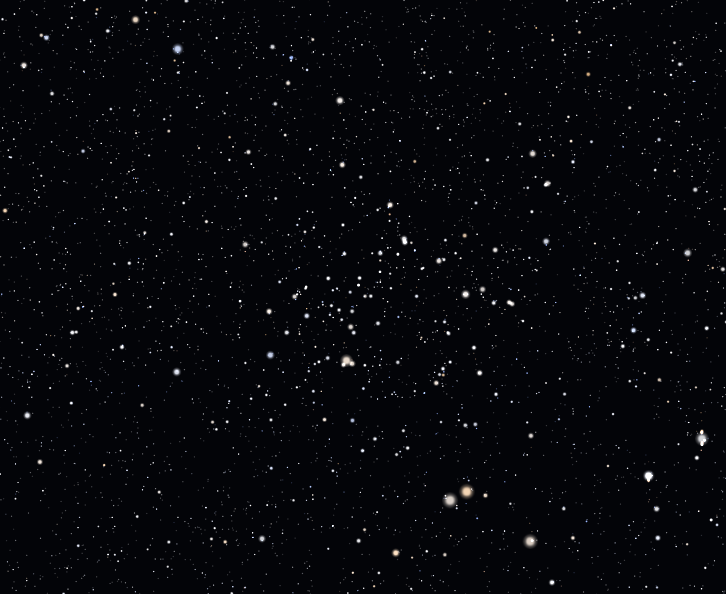
Hình ảnh NGC 752

NGC 752 (hay còn được biết với tên khác là Caldwelll 28) là một cụm sao phân tán nằm trong chòm sao Tiên Nữ. Năm 1783, nhà thiên văn học người Đức Caroline Herschel đã phát hiện ra nó và năm 1786, anh của bà là nhà thiên văn học người Anh gốc Đức William Herschel đưa nó vào danh lục, mặc dù một thiên thể có thể là NGC 752 đã được nhà thiên văn học người Ý Giovanni Battista Hodierna mô tả trước đó vào năm 164.
Cụm sao lớn này có khoảng cách xấp xỉ 1.300 năm ánh sáng tính từ Trái Đất. Người ta có thể nhìn thấy nó dễ dàng thông qua một ống nhòm, thậm chí có thể nhìn thấy nó bằng mắt thường nếu điều kiện quan sát tốt. Nếu quan sát bằng kính viễn vọng, người ta sẽ nhìn thấy hơn 60 ngôi sao và không có ngôi sao nào có cấp sao biểu kiến lớn hơn 9 nằm trong NGC 752.
Các nghiên cứu mới nhất cho thấy NGC 752 có 258 ngôi sao. Tuổi ước tính của cụm sao này là 1,34 ± 0,06 tỷ năm, vì vậy nó có ít sao có khối lượng thấp trong dãy chính hoặc sao khổng lồ đỏ. Ngoài ra, sự tồn tại của một ngôi sao sáng hơn và có độ xanh hơn bình thường cũng có mặt và một vài ngôi sao có quang phổ đôi cũng như sao biến quang.

## Những ngôi sao nổi bật
Cụm sao này có những ngôi sao đáng chú ý sau:
| Tên                     | Xích kinh        | Độ nghiêng        | Cấp sao biểu kiến          | Loại quang phổ         | Sở dữ liệu | Điểm nổi bật                        |
| ----------------------- | ---------------- | ----------------- | -------------------------- | ---------------------- | ---------- | ----------------------------------- |
| TYC 2816-327-1          | 01h 56m 08.9572s | +37° 39' 52,7528  | 10,41                      | F5.3V                  | Simbad     | Sao biến quang Gamma Doradus        |
| DS Andromedae           | 01h 57m 46,0561s | +38° 04' 28,43112 | 10,44 - 10,93 (Biến quang) | F3IV-V + G0V (Sao đôi) | Simbad     | Sao biến quang Beta Lyrae           |
| BD+37 416               | 01h 56m 10.3002s | +37° 45' 00,0301  | 10,00                      | F2III                  | Simbad     | Sao đôi quang phổ                   |
| BD+37 416B              | 01h 56m 11,1020s | +37° 45' 11,3889  | 11,19                      | F0                     | Simbad     | Thiên thể đồng hành của BD+37 416   |
| TYC 2816-1390-1         | 01h 56m 12,8772s | +38° 01' 43,1869  | 10,88                      | F3V                    | Simbad     | Sao đôi quang phổ                   |
| TYC 2319-568-1          | 01h 56m 57,5899s | +37° 23' 20,6538  | 10,6                       | F2V                    | Simbad     | Sao đôi quang phổ                   |
| 2MASS J01571216+3756048 | 01h 57m 12,1584s | +37° 56' 04,7909  | 11,9                       | G5.0V                  | Simbad     | Sao đôi quang phổ                   |
| BD+36 364               | 01h 57m 25,9968s | +37° 43' 19,6966  | 10,4                       | F2III                  | Simbad     | Sao đôi quang phổ                   |
| QX Andromedae           | 01h 57m 57,7818s | +37° 48' 22,4500  | 11,28 - 11,50 (biến quang) | F5                     | Simbad     | Sao biến quang W Ursae Majoris      |
| 2MASS J01575883+3741269 | 01h 57m 58,8386s | +37° 41' 26,9575  | 12.31                      | F8                     | Simbad     | Sao đôi quang phổ                   |
| TYC 2816-691-1          | 01h 58m 16,8604s | +37° 38' 15,9955  | 11,21                      | F5V                    | Simbad     | Sao đôi quang phổ                   |
| V447 Andromedae         | 01h 58m 53,9322s | +37° 34' 42,5263  | 13,39                      | K3.0                   | Simbad     | Sao biến quang RS Canum Venaticorum |
| BD+36 348               | 01h 55m 27,6831s | +37° 34' 04,6482  | 10,14                      | F2V                    | Simbad     | Sao đôi quang phổ                   |
| BD+37 410               | 01h 55m 29,2926s | +37° 50' 26,3171  | 9,94                       | F4III                  | Simbad     | Sao đôi quang phổ                   |
| BD+37 418               | 01h 56m 18,8954s | +37° 58' 00,4602  | 8,97                       | G9III                  | Simbad     | Sao đôi quang phổ                   |
| HD 11812                | 01h 56m 49,7623s | +38° 01' 21,6883  | 9,13                       | F3V                    | Simbad     | Trong danh lục HD                   |
| HD 11811                | 01h 56m 50,4330s | +38° 01' 58,1400  | 8,91                       | G2V                    | Simbad     | Sao đôi quang phổ                   |
| BD+37 431               | 01h 57m 36,2116s | +37° 45' 10,1549  | 9,85                       | F2III                  | Simbad     | Sao đôi quang phổ                   |
| BD+36 367               | 01h 57m 37,3494s | +37° 29' 27,6181  | 9,75                       | A0III                  | Simbad     | Sao lạc hàng lam                    |
| BD+36 368               | 01h 57m 37,5965s | +37° 39' 37,9032  | 8,85                       | K1III                  | Simbad     | Sao đôi quang phổ                   |
| BD+37 439               | 01h 57m 59,3462s | +37° 54' 53,9679  | 9,85                       | F2III                  | Simbad     | Sao đôi quang phổ                   |
| BD+37 444               | 01h 58m 36,8870s | +37° 45' 10,7241  | 9,62                       | F2V                    | Simbad     | Sao đôi quang phổ                   |
| TYC 2816-771-1          | 01h 58m 40,0620s | +37° 38' 05,2030  | 12,43                      | F2V                    | Simbad     | Sao đôi quang phổ                   |
| 2MASS J01591990+3723230 | 01h 59m 19,8967s | +37° 23' 23,0364  | 12,893                     | –                      | Simbad     | Sao đôi quang phổ                   |

## Dữ liệu hiện tại
Theo như quan sát, đây là cụm sao nằm trong chòm sao Tiên Nữ và dưới đây là một số dữ liệu khác:
Xích kinh 01h 57m 41s
Xích vĩ +37° 47,1′
Cấp sao biểu kiến 5,7
Kích thước biểu kiến 75′